# You Like Me Too Much
You Like Me Too Much (englisch für: Du magst mich zu sehr) ist ein Lied der britischen Band The Beatles aus dem Jahr 1965. Es erschien auf dem Album Help! Geschrieben wurde es von George Harrison. Es ist nach Don’t Bother Me und I Need You das dritte Stück, das Harrison für die Band schrieb.

## Hintergrund
George Harrison selbst sagt in seiner Autobiografie I Me Mine nichts zu You Like Me Too Much, „vermutlich, weil es da nicht viel zu sagen gab.“

## Komposition
Das Lied steht im 4⁄4-Takt, ist in G-Dur notiert und hat eine Länge von 2:35 Minuten. Das Tempo wird mit „Moderato“  bzw. „Slow“ angegeben.

## Text
Der Text handelt von einem Liebesverhältnis zweier Personen zueinander. Die sprechende Person ist sich sicher, dass die angesprochene Person sie niemals verlassen werde (“you’ll never leave me”), da deren Zuneigung zu groß sei (“cause you like me too much”), obwohl ihr Unrecht geschehen sei (“I admit that I was wrong”). „Der langweilig glückstrahlende Text, der vermutlich inspiriert ist von seiner Affäre mit Patti Boyd (siehe auch I NEED YOU), setzt Selbsterniedrigung anstelle von Gefühlstiefe […].“ “There is one line, one thought, in which he says, ‘if you ever leave me, I will follow you’, which alas foretold what was to come. Pattie did eventually leave George, for his friend Eric Clapton […].” (deutsch: „Es gibt eine Zeile, einen Gedanken, in dem er sagt ‚wenn du mich jemals verlässt, werde ich dir folgen’, der leider voraussagte, was kommen sollte. Pattie verließ schließlich George, für seinen Freund Eric Clapton […].“)
„Es fällt auf, dass Harrison “like” (‚mögen‘) statt “love” (‚lieben‘) verwendet, was sich genauso gut singen ließe.“

## Aufnahme
Das Stück wurde am 17. Februar 1965 im Studio 2 der Abbey Road Studios in acht Takes aufgenommen. Produzent war George Martin. Die Abmischungen des Liedes erfolgten am 18. Februar 1965 in Mono und am 23. Februar 1965 in Stereo.
Besetzung
- George Harrison: Gesang (double-tracked), Lead-Gitarre (Gibson J-160 E acoustic guitar)
- Paul McCartney: Bass (Höfner 500/1), Klavier (Steinway „Music Room“ Model „B“ Grand Piano) (zusammen mit George Martin), Harmoniegesang[12]
- John Lennon: akustische Rhythmus-Gitarre, E-Piano[13][14]
- Ringo Starr: Drums (Ludwig Oyster Black Pearl “Super Classic”), Tamburin[15]

## Veröffentlichungen
- Veröffentlicht wurde You Like Me Too Much in Großbritannien auf dem Parlophone-Label auf dem Album Help! am 6. August 1966.[16]  In Deutschland erschien der Titel am 12. August 1965.[17] Außerdem erschien er auf der deutschen EP Beatles forever zusammen mit den Titeln Dizzy Miss Lizzy, Bad Boy und Tell Me What You See im September 1965.[18]
- Am 26. Februar 1987 erfolgte die Erstveröffentlichung des Albums Help! als CD in Europa (USA: 21. Juli 1987), in einer von George Martin im Jahr 1986 hergestellten digitalen neuen Stereoabmischung.[19]

## Kritiken
“You Like Me Too Much captures the awkward Harrison persona better than anything since Don’t Bother Me – it has a nervous charme […]”

„You Like Me Too Much fängt den unbeholfenen Harrison besser ein als irgendetwas seit Don’t Bother Me – es hat einen aufgeregten Charme […]“

“Martin always plays a shaky tremolo reminiscent of barrelhouse […]”

„Martin spielt immer ein wackliges Tremolo, das an Barrelhouse erinnert […]“

“A simple love song from Help!”

„Ein einfaches Liebeslied von Help!.“

“[…] another pleasant, inconsequential original […]”

„[…] ein weiteres sympathisches, belangloses Original […]“

“You Like Me Too Much presents love as a game that should not be taken too seriously.”

„You Like Me Too Much zeigt Liebe als ein Spiel, das nicht zu ernst genommen werden sollte.“

## Coverversion
Glycerine veröffentlichte ihre Version 2003 auf Harrisongs Volume 2 – A Tribute To George Harrison.